# 1742 в Україні

## Особи

### Народились
- Ааронський Федір Іванович (1742—1825) — український живописець, фініфтяр, іконописець. У чернецтві (від 1802 року) — Феодосій.
- Білоусович Михайло Андрійович (1742 — після 1775) — український художник доби Гетьманщини.
- Іоїль Воскобойников (1742—1816) — бібліотекар Києво-Печерської Лаври, проповідник, архімандрит Київського Видубицького монастиря.
- Закревський Андрій Йосипович (1742—1804) — державний і освітній діяч Російської імперії українського походження, директор Імператорської академії мистецтв (1774/84).
- Іоанікій (Никифорович-Полонський) (1742—1819) — єпископ РПЦ (синодальної); архієпископ Подільський і Брацлавський у правобережній Україні.
- Міхал Єжи Вандалін Мнішек (1742—1806) — польський шляхтич, державний, політичний і військовий діяч Речі Посполитої.
- Юзеф Ян Мнішек (1742—1797) — польський шляхтич, урядник, державний, політичний і військовий діяч Речі Посполитої, урядник Королівства Галичини та Володимирії.
- Некрашевич Іван Георгійович (1742 — ?) — український поет і проповідник.
- Пашкевич Василь Олексійович (1742—1797) — український і російський скрипаль, диригент, один з перших російських оперних композиторів.

### Померли
- 29 жовтня Уляна Іскрицька (? — 1742) — дружина гетьмана Лівобережної України Данила Апостола.
- 20 грудня Блажовський Юрій Гаврило (1705—1742) — церковний греко-католицький діяч, титулярний агненський єпископ Мукачівський (1738—1742).
- Ігнатій Стобенський (? — 1742) — галицький скульптор-різьбяр.

## Засновані, створені
- Архангелогородська сотня
- Церква Параскеви П'ятниці (Зарубинці)
- Церква Казанської ікони Божої Матері (Нападівка)
- Церква Усікновення Голови святого Івана Хрестителя (Старе Село)
- Гореничі
- Диківка
- Новоархангельськ
- Студена

## Видання, твори
- Лизогубівський літопис